# N16 (Luxemburg)
De N16 (Luxemburgs: Nationalstrooss 16) is een nationale weg in het zuiden van Luxemburg met een lengte van ongeveer 13 kilometer. De route verbindt Aspelt via Mondorf-les-Bains met Remich. De route volgt tussen Aspelt en Mondorf-les-Bains deels de grens.

## Plaatsen langs de N16
- Aspelt
- Altwies
- Mondorf-les-Bains
- Remich

## N16a
De N16a is een route in Mondorf-les-Bains en verbindt de N16 met de Franse grans waar het over gaat op de D1. De route is slechts 15 meter.
N1 ·
N2 ·
N3 ·
N4 ·
N5 ·
N6 ·
N7 ·
N8 ·
N10 ·
N11 ·
N12 ·
N13 ·
N14 ·
N15 ·
N16 ·
N17 ·
N18 ·
N19 ·
N20 ·
N21 ·
N22 ·
N23 ·
N24 ·
N25 ·
N26 ·
N27 ·
N28 ·
N31 ·
N32 ·
N33 ·
N34 ·
N35 ·
N37 ·
N38
N50 ·
N51 ·
N52 ·
N53 ·
N55 ·
N56 ·
N57